# Miguel Ángel Guerra
 (juillet 2019).
Pas d'image ? Cliquez ici
Miguel Ángel Guerra est un pilote automobile argentin né à Buenos Aires le 31 août 1953. Il s'est engagé sur quatre Grand Prix en Formule 1 en 1981, mais ne prend le départ que d'un seul Grand Prix. 

## Résultats en championnat du monde de Formule 1
| Saison | Écurie               | Châssis | Moteur           | Pneus    | Grands Prix disputés | Points inscrits | Classement |
| ------ | -------------------- | ------- | ---------------- | -------- | -------------------- | --------------- | ---------- |
| 1981   | Osella Squadra Corse | FA1B    | Ford-Cosworth V8 | Michelin | 1                    | 0               | n.c.       |

## Palmarès
- Champion d'Argentine de Formule 2 1975 et 1977.